# Lucillos
Lucillos là một đô thị trong tỉnh Toledo, Castile-La Mancha, Tây Ban Nha. Dân số 488, diện tích 41 km², mật độ 11.9 người /km².